# Talveila
Talveila è un comune spagnolo di 118 abitanti situato nella comunità autonoma di Castiglia e León.
Il comune comprende le località di Cantalucia e Fuentecantales.